# Nikolay Tanayev
Nikolay Timofeyevich Tanayev (em russo: Николай Тимофеевич Танаев; Distrito de Mokshan, 5 de novembro de 1945 - São Petersburgo, 19 de julho de 2020) foi um político quirguiz, que serviu como primeiro-ministro do Quirguistão de 2002 a 2005, sob a presidência de Askar Akayev. Ele foi o primeiro premiê étnico não quirguiz desde a independência do Quirguistão.

## Biografia
Nascido em 5 de novembro de 1945 na vila de Mikhailovka, no distrito de Mokshan, no Oblast de Penza.
Em 1969 formou-se no Instituto de Construção Hidro-Meliorativa jambul com graduação em engenharia civil. Em 1973 formou-se na Universidade do Marxismo-Leninismo.
Entre 1979-1984 foi o primeiro vice-presidente do comitê executivo da cidade de Osh.
Em 1984 formou-se na Escola do Partido Superior do Comitê Central do Partido Comunista da União Soviética com graduação em economia da construção partidária; no mesmo ano ele se formou nos Cursos de Oficiais Superiores do Exército Soviético.
Trabalhou nos trusts "Oshstroy" e "Chuipromstroy" (Quirguizia), onde passou de mestre a gerente de trusts. Na década de 1990, ele chefiou a construtora estatal Kyrgyzkurkush.
Entre 2000-2002 ele foi o primeiro vice-primeiro-ministro, e entre 2002-2005 foi primeiro-ministro da República Quirguiz. Em 2002 foi Presidente do Conselho de Chefes de Governo dos Estados membros da CIS, em 2003 foi Presidente do Conselho de Chefes de Governo da Organização de Cooperação de Xangai.
Em 27 de agosto de 2002, foi promovido ao cargo de Conselheiro Estadual da República Quirguiz.
Depois que a oposição de Akayev chegou ao poder, Nikolai Tanayev foi o primeiro e único funcionário de alto escalão do governo a renunciar imediatamente. Ele escreveu sua renúncia em 24 de março, poucas horas depois que a oposição tomou o prédio do governo em Bisqueque. Literalmente logo depois disso, ele recebeu uma ligação do governador do Oblast de Penza, Vasily Bochkarev, que convidou o ex-primeiro-ministro a retornar à o Oblast de Penza, onde passou sua infância.
Antes de ir para Penza, Tanayev foi convidado para a comissão de negociação com Askar Akayev, que voou para Moscou em 2 de abril e convenceu Akayev a renunciar. Após as negociações, Tanayev não retornou a Bisqueque, mas, de acordo com o governador Bochkarev, decidiu aceitar seu convite e em 6 de abril veio em uma visita privada a Penza.

## Vida pessoal
Tanayev era casado e tinha 3 filhos: Alexey, Alexander e Nikolai.